# Zoot suit

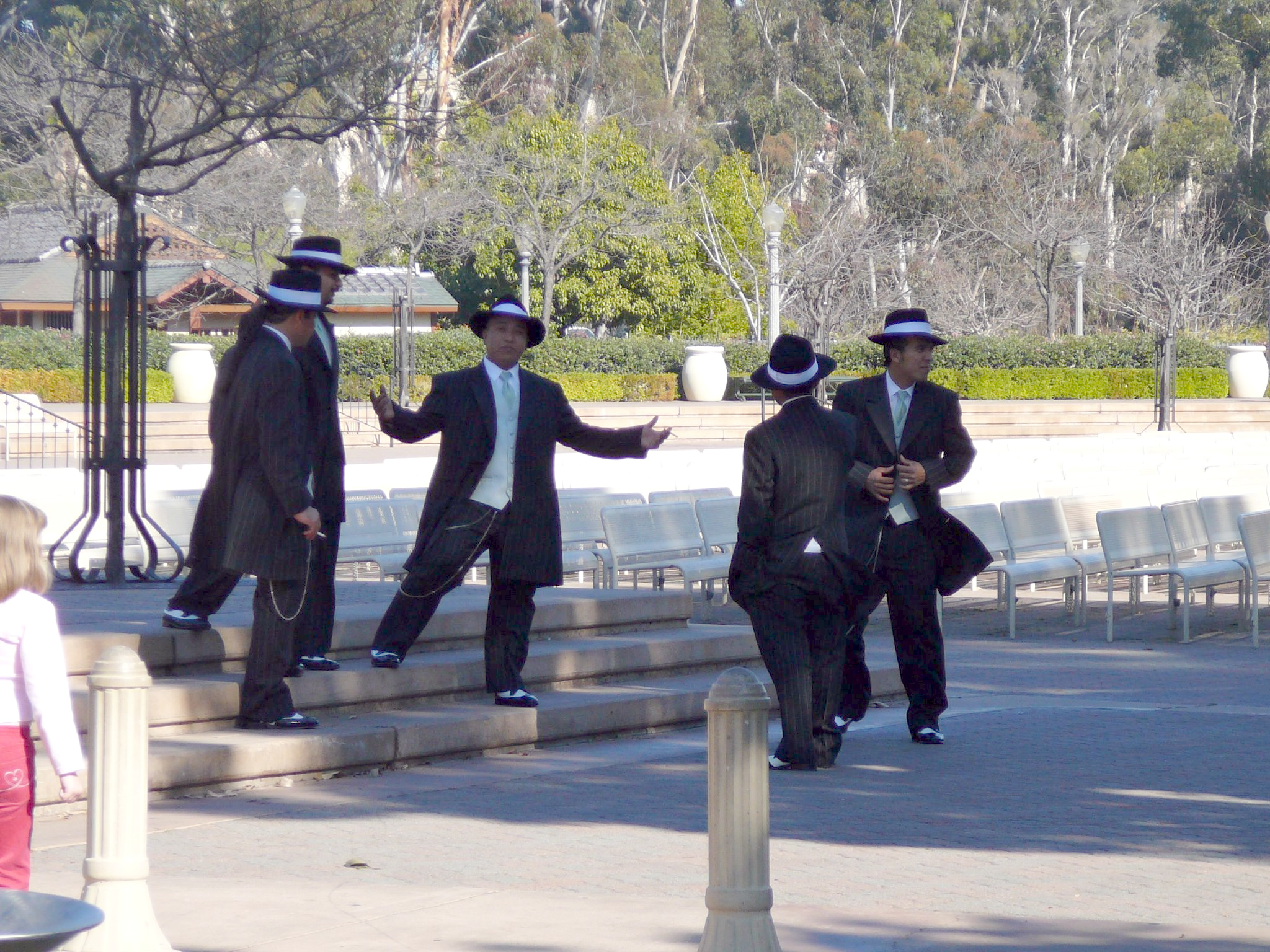
Cinque uomini con indosso zoot suit moderni

Lo zoot suit (a volte chiamato zuit suit) è un abbigliamento da uomo consistente in una lunga giacca a spalle molto larghe e pantaloni a vita altissima. Tale stile di abbigliamento divenne molto popolare nelle comunità afroamericane, chicane e italoamericane intorno agli anni quaranta.
Gli zoot suit sono spesso accompagnati da un cappello borsalino coordinato con il colore del vestito (occasionalmente decorato con un lungo piumaggio) e da scarpe in stile francese. Altra caratteristica è la presenza di un orologio a taschino nella tasca laterale, penzolante dalla cintura fino al ginocchio.
Gli zoot suit presentano una leggera somiglianza, nella lunghezza della giacca, con gli abiti dai colori vivaci con risvolti in velluto tipici della cultura Teddy Boy in Gran Bretagna.

## Storia

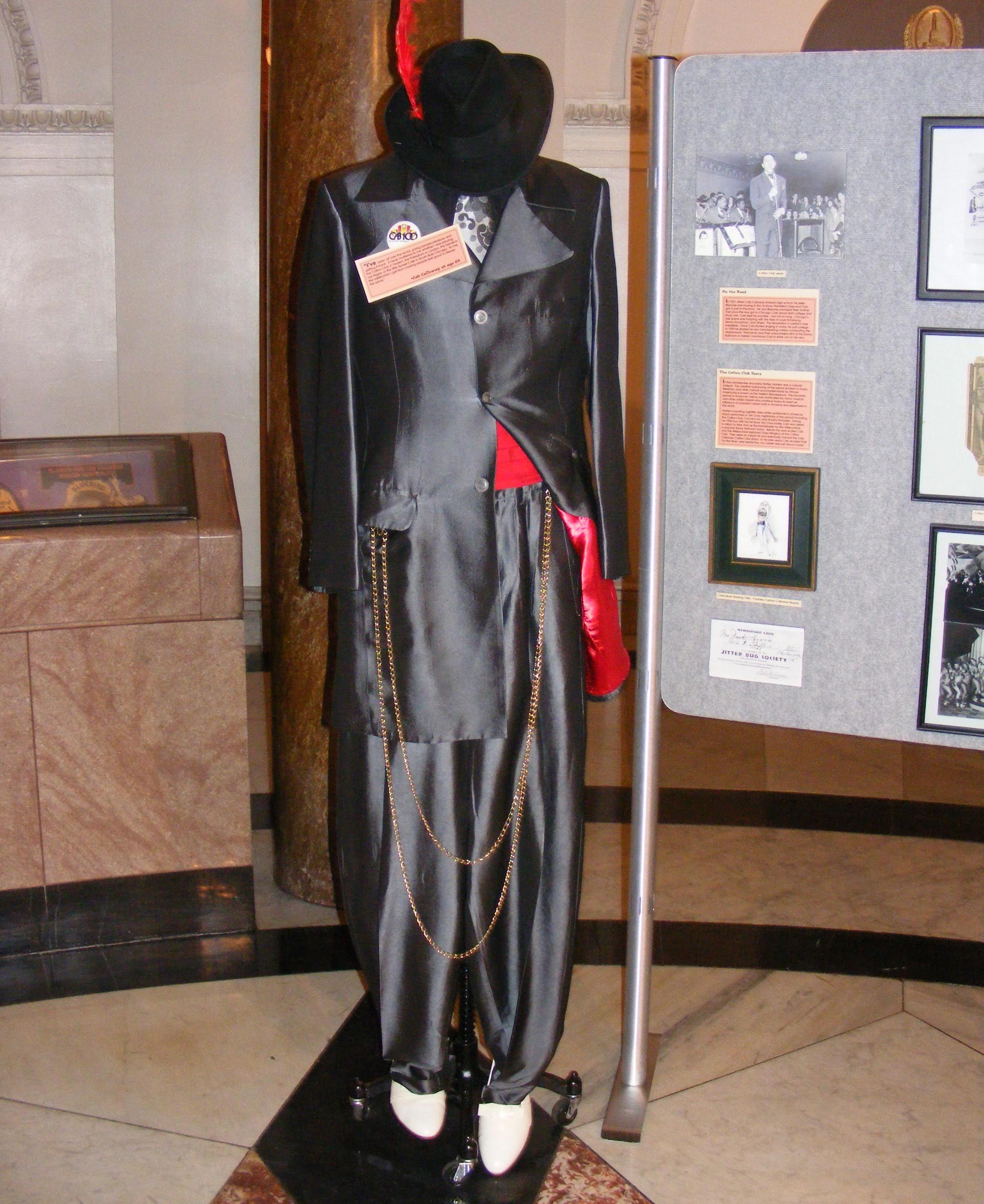
Zoot suit indossato da Cab Calloway, esposto al Baltimora City Hall

Lo zoot suit fu originariamente associato ai musicisti afroamericani e alla loro subcultura. Secondo l'Oxford English Dictionary, la parola zoot verrebbe da una reduplicazione di suit. La creazione e la denominazione di zoot suit sono state variamente attribuite a Harold C. Fox, commerciante di Chicago e trombettista in un'orchestra jazz; Louis Lettes, un sarto di Memphis; e Nathan (Toddy) Elkus, un rivenditore di Detroit.
I tumulti giovanili anti-messicani avvenuti a Los Angeles durante la Seconda Guerra Mondiale sono conosciuti come Zoot Suit Riots (le rivolte dello zoot suit). Nel frattempo, era stato vietato l'uso dello zoot suit per tutta la durata della guerra, apparentemente perché usava troppa stoffa.

## Nella cultura di massa
- Un giovane Malcolm X ebbe molto da ridire e criticò la moda degli zoot suit, definendoli come "cappotti assassini con forma a drappo, e pieghe e spalle imbottite come la cella di un pazzo".[9]
- Il cortometraggio L'abito fa il monaco della serie Tom & Jerry (1944) è una parodia sugli zoot suit e alcuni tratti obsoleti della cultura popolare di quegli anni.
- Il primo singolo dei The Who Zoot Suit (1964) fa riferimento proprio al popolare capo.
- Il film Zoot Suit (1981) tratta delle Zoot Suit Riots degli anni quaranta e dei ragazzi di origine latino-americana che vennero ingiustamente accusati di un omicidio nei pressi di Los Angeles.
- The Mask indossa un distintivo zoot suit di colore giallo acceso